# Ursus 4024 i 4022
Ursus 4022 – ciągnik postlicencyjny z silnikiem spełniającym normę Euro II produkowany seryjnie w latach 2007–2009 przez firmę ZPC Ursus. Ursus 4022 jest jego wersją z przednią osią nienapędzaną.

## Dane techniczne
- Typ silnika - ekologiczny PERKINS 1103C-33 (DC 38350),
- Moc silnika - 39,5 kW (54 KM),
- Pojemność silnika - 3300 cm³,
- Max.moment obrotowy - 222 Nm,
- Liczba cylindrów - 3,
- Chłodnica z wentylatorem 8 łopatkowym,
- Skrzynia przekładniowa - mechaniczna z kołami przesuwnymi (synchronizowana)*,
- Liczba biegów przód/tył - 8/2 lub 12/4
- Regulacja podnośnika - siłowa, pozycyjna, szybkości reakcji,
- Wydatek pompy podnośnika - 26 l/min.,
- Wydatek hydrauliczny zew. łączny z pompą pomocniczą 45 l/min*,
- Max. udźwig podnośnika - 1330 kg, alternatywnie 2400 kg lub 2800 kg
- Liczba wyjść hydraulicznych - 4,
- Mechanizm kierowniczy - hydrostatyczny,
- Hamulec roboczy - tarczowy, mokry,
- Ogumienie przód/tył - 9,5R24 /14,9 R28,
- Rozstaw osi - 2165 lub 2230 mm,
- Min. masa - 3155 kg,
- Max. masa z obciążnikami - 3605 kg,
- Zbiornik paliwa - 50 dm³,
- Obciążniki przednie - 260 kg (+180 kg)*,
- Obciążniki tylne - (210 lub 190 kg)*,
- Kabina - Komfortowa 07S z ogrzewaniem i wentylacją,
- Deska rozdzielcza z cyfrowym wyświetlaczem,
- Maska uchylna z tworzywa sztucznego.